# Arturo Reyes
Arturo Ernesto Reyes Montero, noto semplicemente come Arturo Reyes (Santa Marta, 8 aprile 1969), è un allenatore di calcio ed ex calciatore colombiano, di ruolo difensore.

## Palmarès

### Giocatore

#### Competizioni nazionali
- Categoría Primera B: 1

Atletico Bucaramanga: 1995

### Allenatore
- Copa Colombia: 2

Atletico Junior: 2015, 2017
- Campionato colombiano: 1

Atletico Junior: 2023-II